# Найн-Майл-Каньон

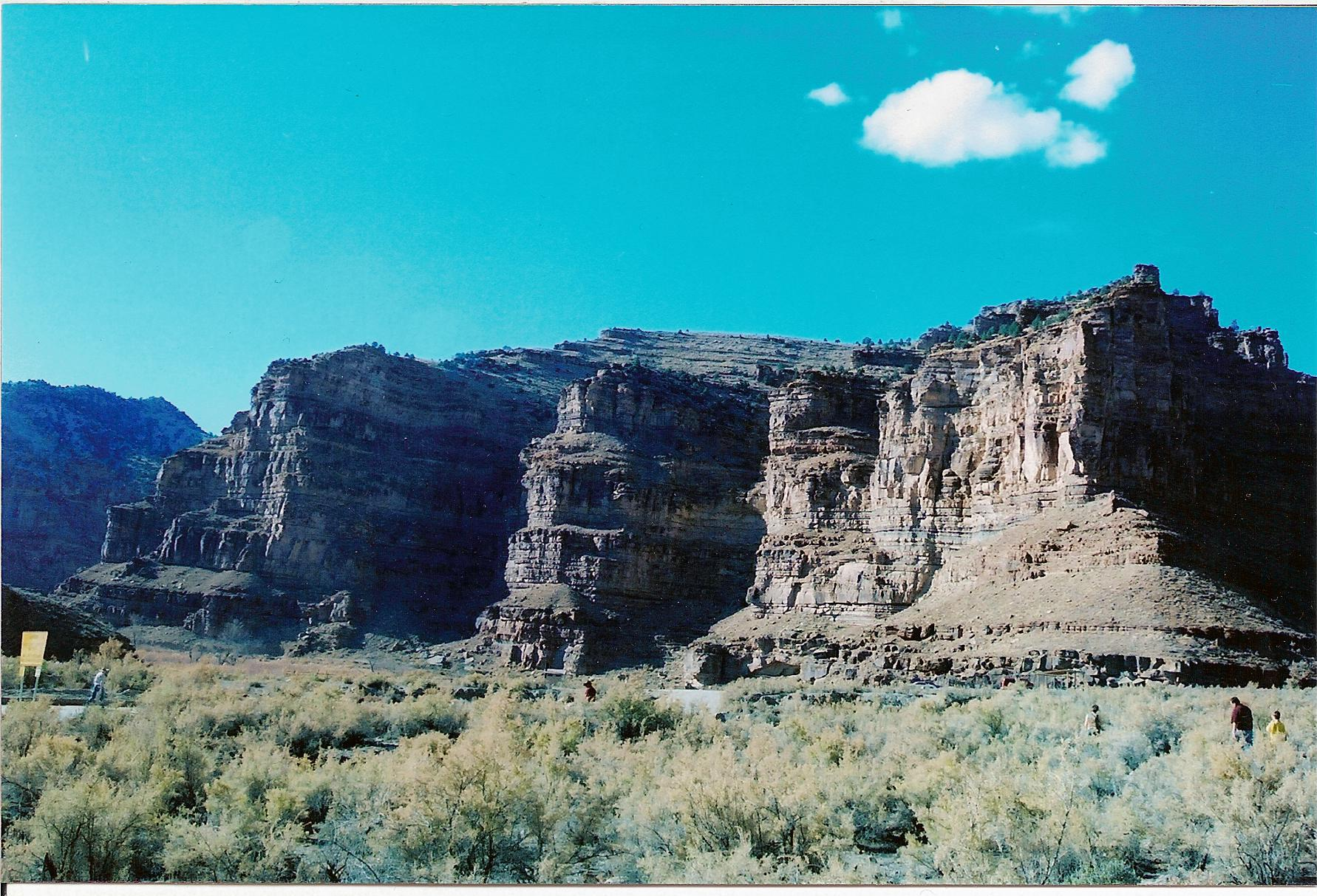
Дедди-каньон в пределах Найн-Майл-каньона

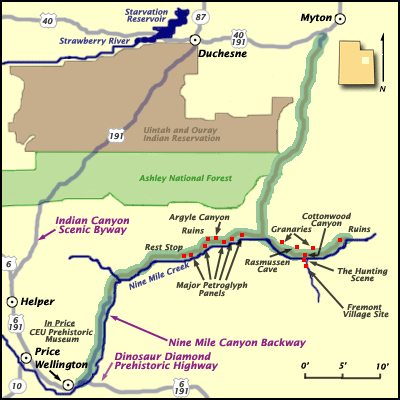
Карта Девятимильного каньона

Найн-Майл-Каньон (англ. Nine Mile Canyon, букв. Девятимильный каньон) — каньон длиной около 60 км, расположен в США на территории округов Карбон и Душейн на востоке штата Юта. Название связано с длиной немощёной дороги, существовавшей на территории каньона в XIX веке.
Каньон пользуется репутацией «самой длинной в мире галереи искусств» благодаря большому количеству обнаруженных здесь наскальных изображений-петроглифов, большинство которых было создано индейцами фремонтской культуры и племени юте. Помимо наскальных изображений, археологи обнаружили здесь остатки скальных жилищ и древних зернохранилищ. Также каньон является популярным местом паломничества туристов.
В 1880 г. каньон служил важным транспортным коридором в регионе. Европейские поселенцы основали здесь несколько ранчо и даже просуществовавший короткое время городок Харпер. После того, как в 1910-х гг. сообщение переключилось на более удобные дороги, люди покинули каньон, и до недавнего времени его посещали лишь туристы. Открытие крупных залежей природного газа глубоко под плато Тавапатс (Tavaputs Plateau) привело с 2002 г. к наплыву в эти земли промышленного транспорта. Большое количество вредных выхлопов от данного транспорта угрожает наскальным изображениям. Ведутся публичные дебаты о том, как найти разумный баланс между промышленными и культурными интересами. Ещё одной угрозой является вандализм (см. фотографии ниже), причём одной из форм вандализма является нанесение знака «частная собственность» непосредственно на древние изображения.
По самым осторожным оценкам, в каньоне представлено не менее 1000 образцов наскального искусства, содержащих в общей сложности около 10000 отдельных изображений. По некоторым оценкам, число петроглифов может быть на порядок выше; во всяком случае, нет сомнений в том, что количество петроглифов в каньоне — наибольшее во всей Северной Америке. Большинство петроглифов выбиты в скалах, некоторые — нарисованы красками.
Помимо петроглифов, исследователи обнаружили сотни древних домов-колодцев, скальных жилищ и зернохранилищ, хотя лишь небольшая их часть раскопана до настоящего времени. Многие из этих сооружений расположены высоко над уровнем каньона на скальных уступах и месах. Эти жилища сооружали индейцы фремонтской культуры, обитавшие в каньоне в период 950—1250 гг. В противоположность окружавшим их культурам охотников и собирателей, фремонтцы были земледельческой культурой, выращивали в каньоне кукурузу и тыкву. В отличие от других мест распространения фремонтской культуры, в Девятимильном каньоне найдено мало образцов их керамики, что говорит, по-видимому, о том, что в местном рационе отсутствовали бобы, требующие длительной варки. Ещё в 1930-е годы в каньоне можно было увидеть остатки ирригационных сооружений фремонтской культуры, однако в результате современной культивации они исчезли.
К 16 столетию в каньон прибыли предки племени юте. В дополнение к древним рисункам, юте также выполнили на скалах свои рисунки, однако уже в собственном стиле. Многие изображения начала XIX века изображают индейцев-юте верхом на конях. Несмотря на большое количество обнаруженных в каньоне артефактов, относящихся к юте, археологические свидетельства наличия здесь их лагерей или других постоянных жилищ отсутствуют.

## Ссылки

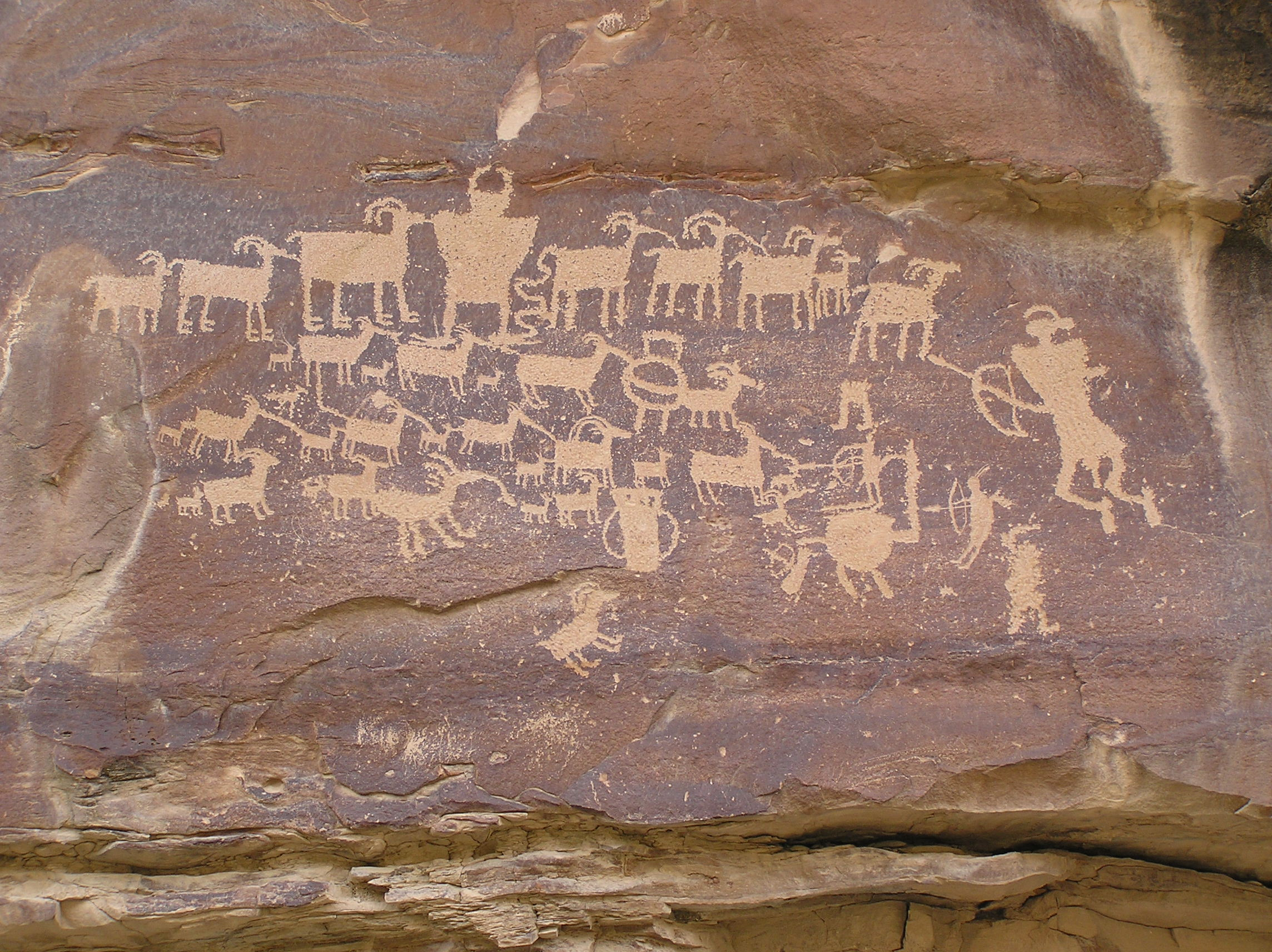
Знаменитая Cottonwood Panel, известная также как "Большая охота"
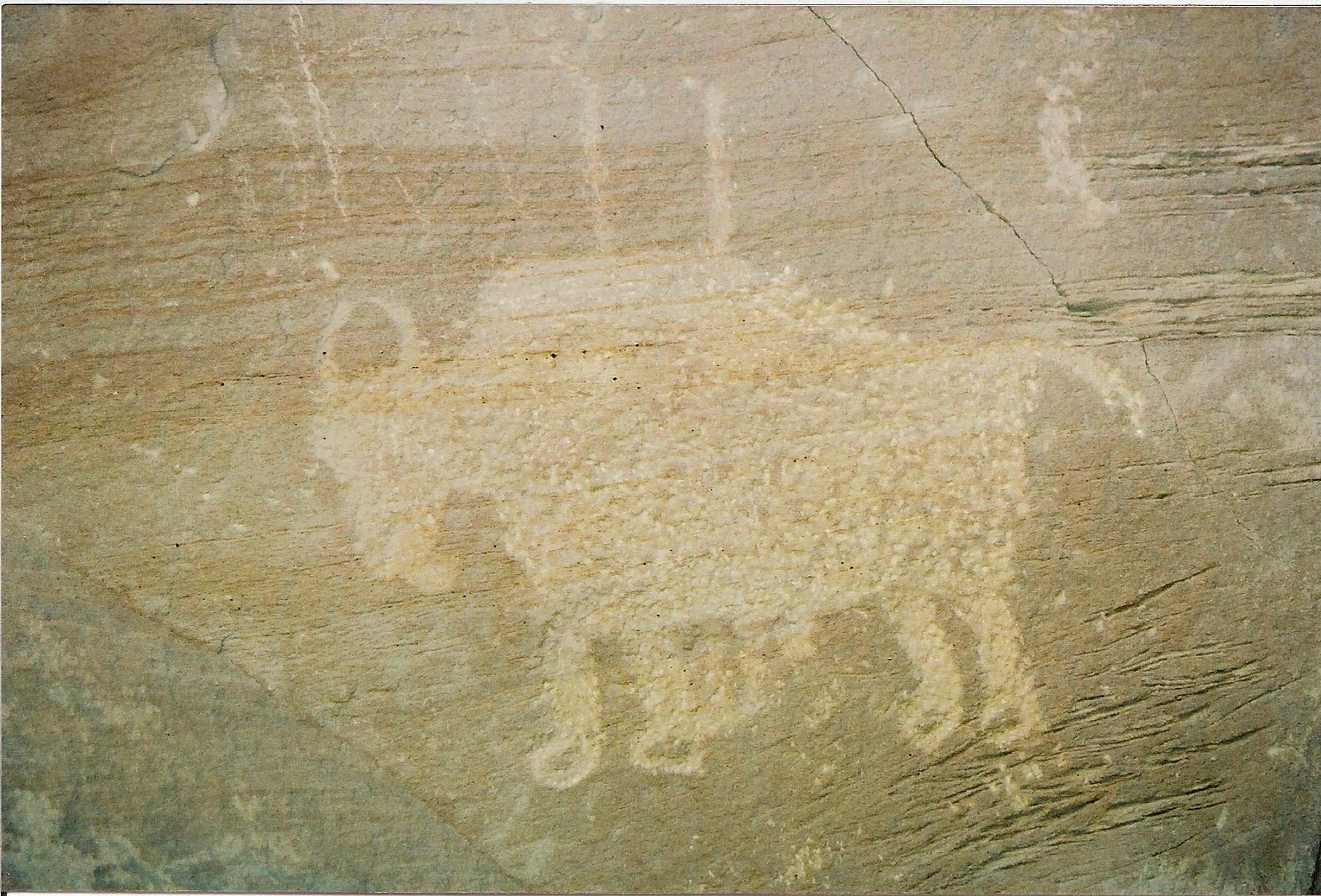
Отпечатки под копытами бизона характерны для рисунков племени юте.
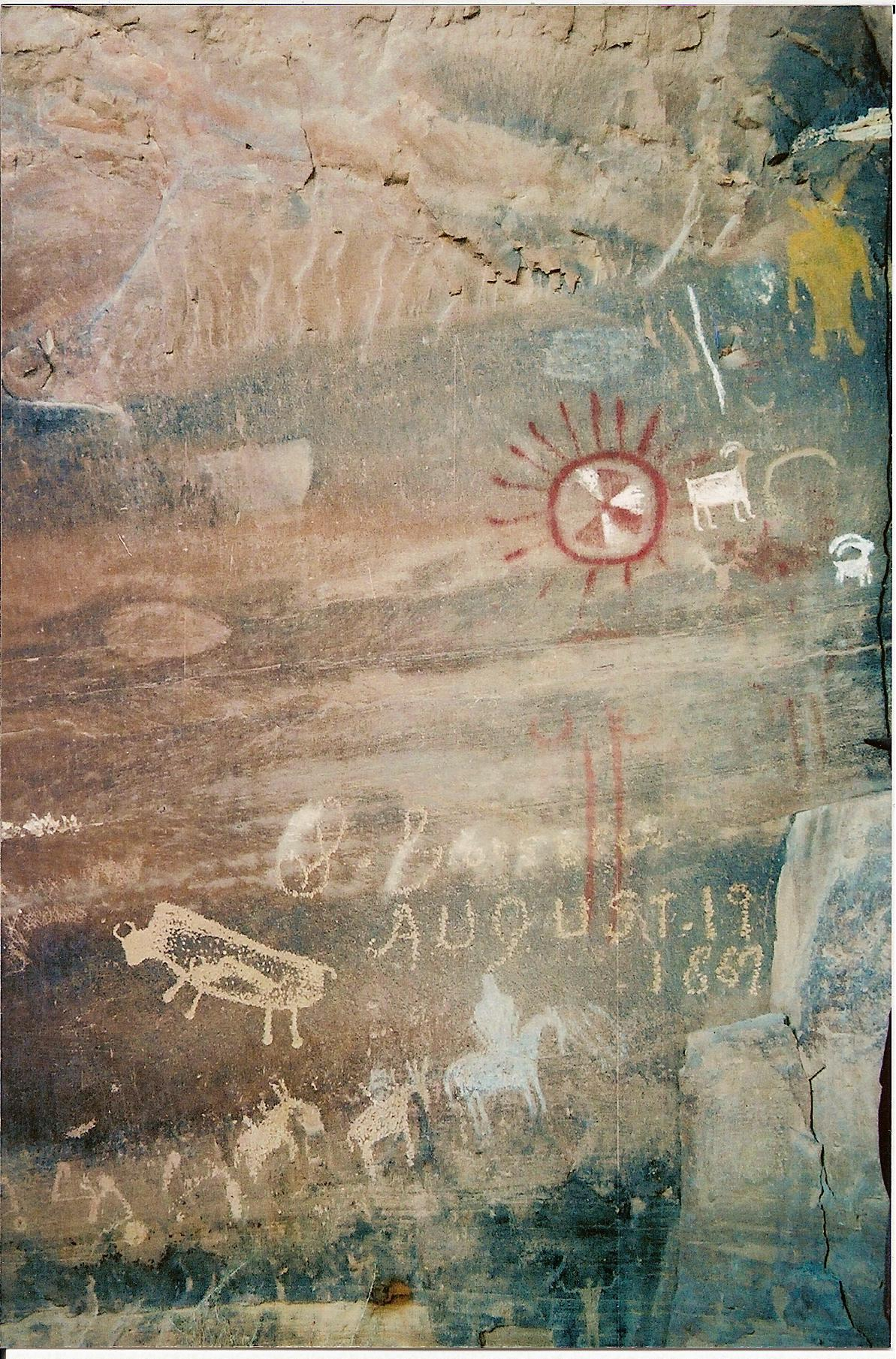
Наскальные изображения: от архаических до современных
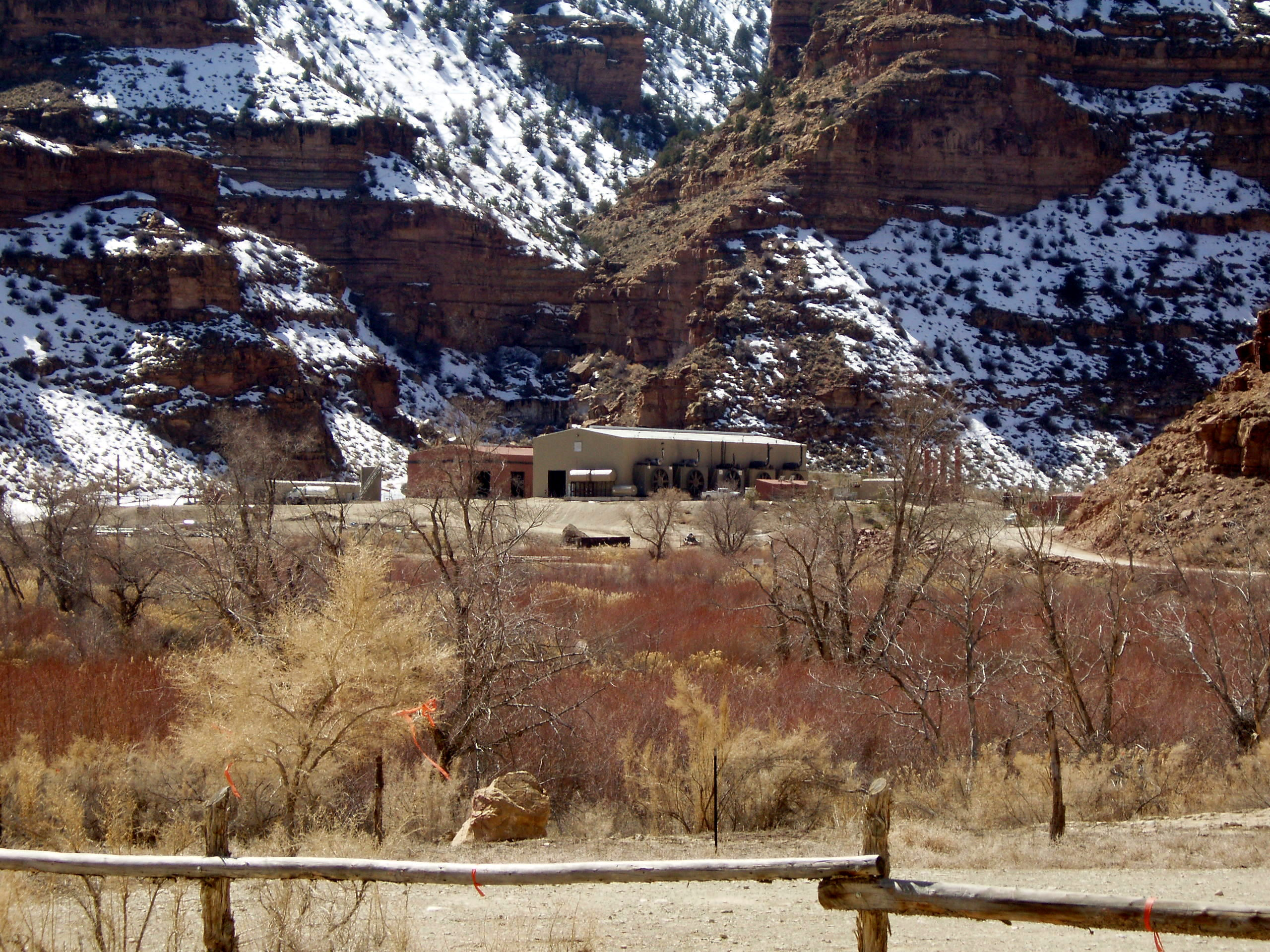
Газокомпрессорная установка компании Bill Barrett Corporation, на стыке с Драй-Каньоном
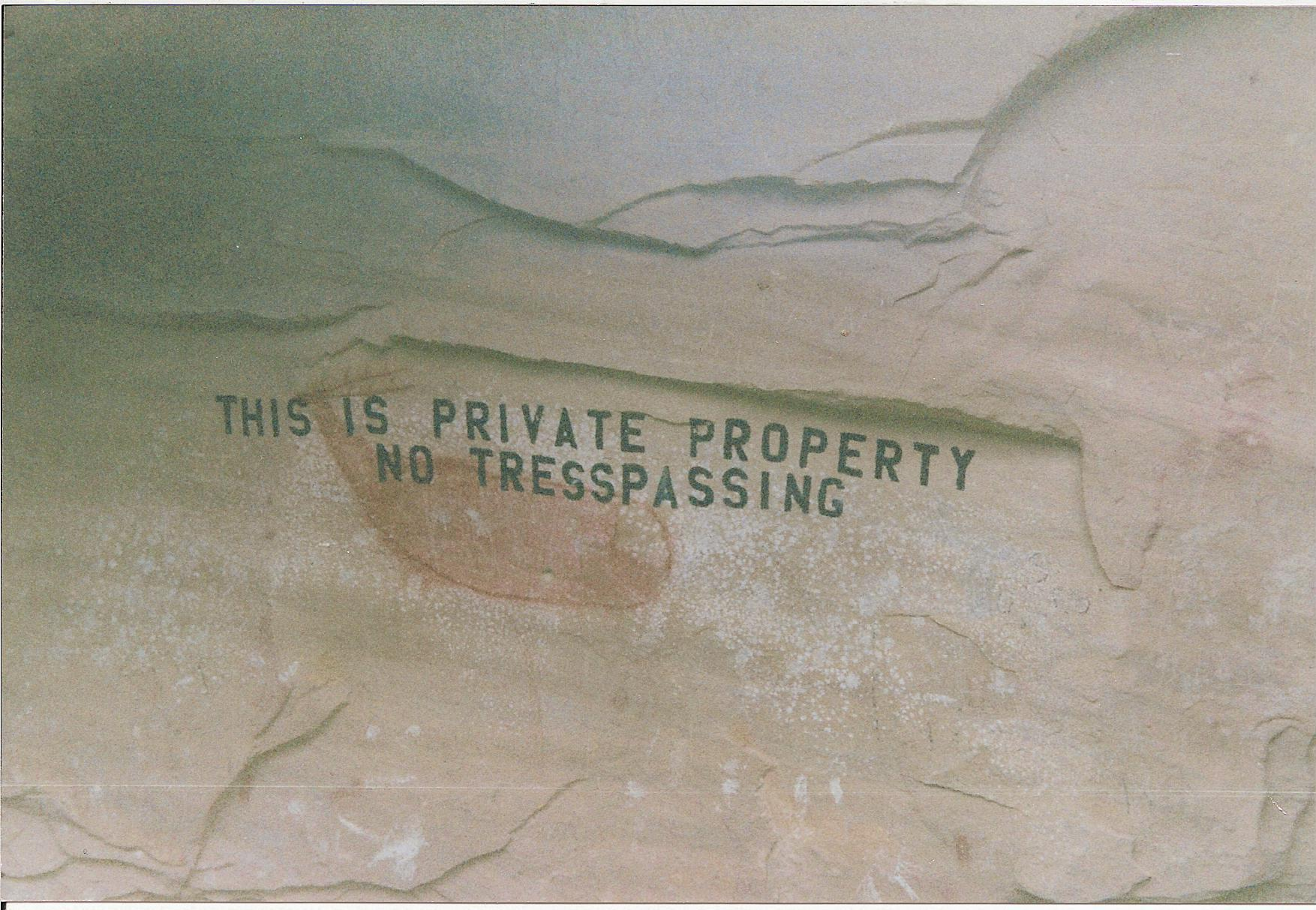
Конфликт между древним искусством и современной частной собственностью
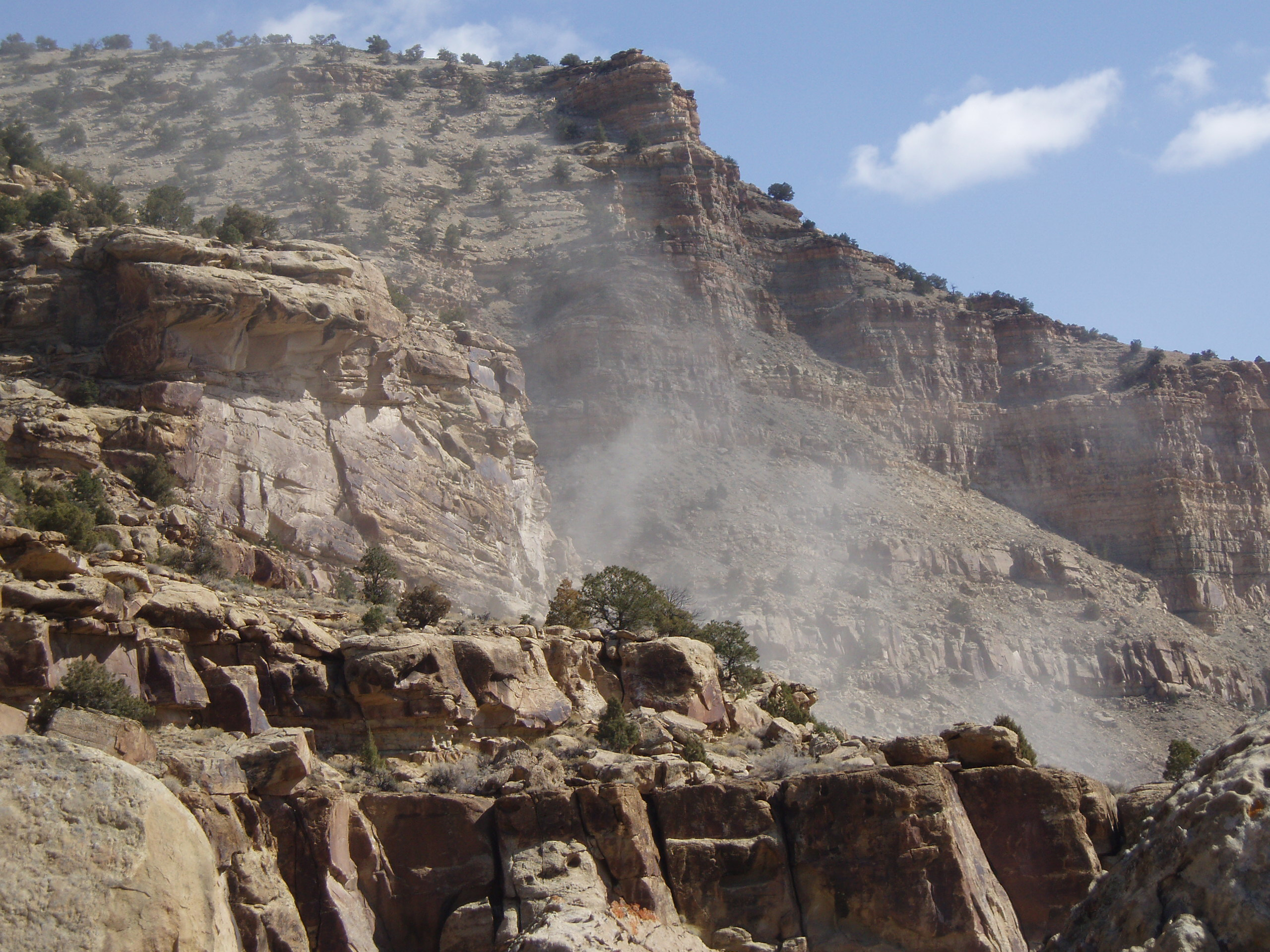
Дорожная пыль разносится по каньону.
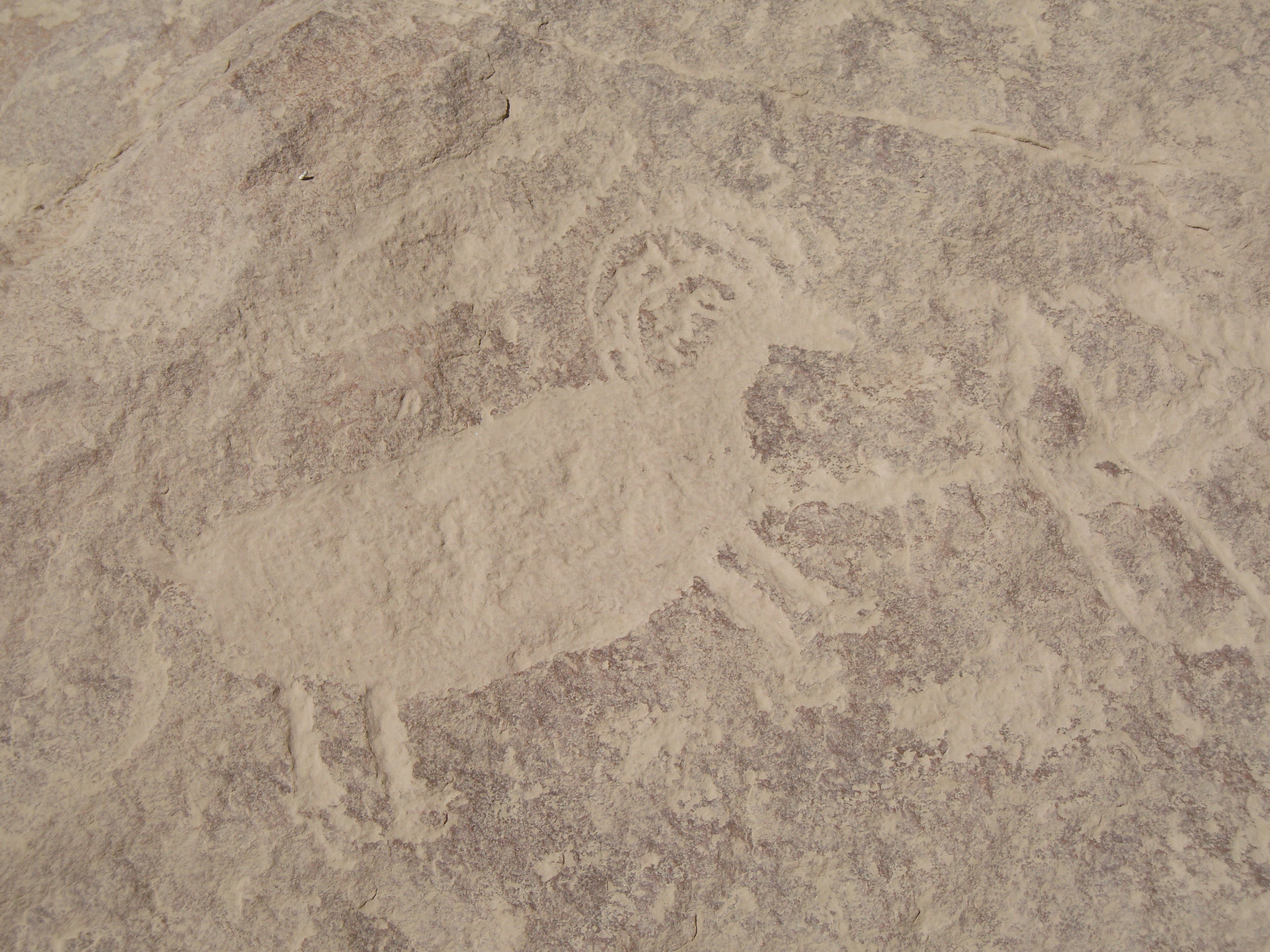
Покрытые пылью петроглифы